# .bu
.bu (ISO 3166-1) est le domaine de premier niveau national autrefois réservé à la Birmanie. La junte militaire a donné au pays le nom officiel de Myanmar en 1987, et le domaine de premier niveau .bu a été abandonné, mais ce n'est qu'en 1997 qu'il a été remplacé par le domaine .mm.